# Roadracing-VM 1965
Världsmästerskapen i Roadracing 1965 arrangerades  av F.I.M. Säsongen bestod av tretton Grand Prix i sex klasser: 500cc, 350cc, 250cc, 125cc, 50cc och Sidvagnar 500cc. Den inleddes 21 mars med Förenta Staternas Grand Prix och avslutades med Japans Grand Prix den 24 oktober.
| Klass   | Mästare individuellt              | Mästare konstruktörer |
| ------- | --------------------------------- | --------------------- |
| 500GP   | Mike Hailwood                     | MV Agusta             |
| 350GP   | Jim Redman                        | Honda                 |
| 250GP   | Phil Read                         | Yamaha                |
| 125GP   | Hugh Anderson                     | Suzuki                |
| 50GP    | Ralph Bryans                      | Honda                 |
| Sidvagn | / Fritz Scheidegger/John Robinson | BMW                   |

## Säsongen i sammanfattning
Mike Hailwood tog sin fjärde raka VM-titel i 500-klassen för MV Agusta klart före sin unge team-kamrat Giacomo Agostini. Denne slogs med Hondas regerande världsmästare Jim Redman om 350-titeln. Avgörandet kom i säsongens sista tävling, Japans Grand Prix, när Agostinis MV Agusta gick sönder och Redman därmed säkrade titeln.
Yamahas fabriksförare Phil Read och Mike Duff slutade etta och tvåa i 250-klassen. Hugh Anderson vann sex tävlingar och säkrade sin andra VM-titel i 125-klassen för Suzuki. Hondas Ralph Bryans vann 50-klassen före team-kamraten Luigi Taveri.

## 1965 års Grand Prix-kalender
| Omgång | Datum | Grand Prix       | Bana              | Segrare 50cc  | Segrare 125cc | Segrare 250cc     | Segrare 350cc     | Segrare 500cc    | Segrare Sidvagn      |
| ------ | ----- | ---------------- | ----------------- | ------------- | ------------- | ----------------- | ----------------- | ---------------- | -------------------- |
| 1      | 21/3  | Förenta staterna | Daytona           | Ernst Degner  | Hugh Anderson | Phil Read         |                   | Mike Hailwood    |                      |
| 2      | 25/4  | Västtyskland     | Nürburgring       | Ralph Bryans  | Hugh Anderson | Phil Read         | Giacomo Agostini  | Mike Hailwood    | Scheidegger/Robinson |
| 3      | 9/5   | Spanien          | Montjuïc          | Hugh Anderson | Hugh Anderson | Phil Read         |                   |                  | Deubel/Hörner        |
| 4      | 15/5  | Frankrike        | Rouen-Les-Essarts | Ralph Bryans  | Hugh Anderson | Phil Read         |                   |                  | Camathias/Ducret     |
| 5      | 14/6  | Isle of Man TT   | Mountain course   | Luigi Taveri  | Phil Read     | Jim Redman        | Jim Redman        | Mike Hailwood    | Deubel/Hörner        |
| 6      | 26/6  | TT Assen         | TT Circuit Assen  | Ralph Bryans  | Mike Duff     | Phil Read         | Jim Redman        | Mike Hailwood    | Scheidegger/Robinson |
| 7      | 4/7   | Belgien          | Spa               | Ernst Degner  |               | Jim Redman        |                   | Mike Hailwood    | Scheidegger/Robinson |
| 8      | 18/7  | Östtyskland      | Sachsenring       |               | Frank Perris  | Jim Redman        | Jim Redman        | Mike Hailwood    |                      |
| 9      | 25/7  | Tjeckoslovakien  | Masaryk Circuit   |               | Frank Perris  | Phil Read         | Jim Redman        | Mike Hailwood    |                      |
| 10     | 7/8   | Ulster           | Dundrod Circuit   |               | Ernst Degner  | Phil Read         | Frantisek Stastny | Dick Creith      |                      |
| 11     | 22/8  | Finland          | Imatra            |               | Hugh Anderson | Mike Duff         | Giacomo Agostini  | Giacomo Agostini |                      |
| 12     | 5/9   | Nationernas GP   | Monza             |               | Hugh Anderson | Tarquinio Provini | Giacomo Agostini  | Mike Hailwood    | Scheidegger/Robinson |
| 13     | 24/10 | Japan            | Suzuka            | Luigi Taveri  | Hugh Anderson | Mike Hailwood     | Mike Hailwood     |                  |                      |

### Poängräkning
De sex främsta i varje race fick poäng enligt tabellen nedan. De fyra bästa resultaten räknades i mästerskapen för sidvagnarna, de sex bästa resultaten räknades för 50cc, 350cc och 500cc och de sju bästa resultaten för 125cc och 250cc.
| Plats | 1 | 2 | 3 | 4 | 5 | 6 |
| ----- | - | - | - | - | - | - |
| Poäng | 8 | 6 | 4 | 3 | 2 | 1 |

## 500GP

### Förarmästerskapet
| Plats | Förare            | Land            | Konstruktör | Poäng | Segrar |
| ----- | ----------------- | --------------- | ----------- | ----- | ------ |
| 1     | Mike Hailwood     | Storbritannien  | MV Agusta   | 48    | 8      |
| 2     | Giacomo Agostini  | Italien         | MV Agusta   | 38    | 1      |
| 3     | Paddy Driver      | Sydafrika       | Matchless   | 26    | 0      |
| 4     | Fred Stevens      | Storbritannien  | Matchless   | 15    | 0      |
| 5     | Jack Ahearn       | Australien      | Norton      | 9     | 0      |
| 6     | Dick Creith       | Storbritannien  | Norton      | 8     | 1      |
| 7     | Jack Findlay      | Australien      | Matchless   | 8     | 0      |
| 8     | Buddy Parriott    | USA             | Norton      | 6     | 0      |
| =     | Joe Dunphy        | Storbritannien  | Norton      | 6     | 0      |
| 10    | Frantisek Stastny | Tjeckoslovakien | Jawa        | 5     | 0      |

## 350GP

### Förarmästerskapet
| Plats | Förare            | Land            | Konstruktör | Poäng | Segrar |
| ----- | ----------------- | --------------- | ----------- | ----- | ------ |
| 1     | Jim Redman        | Rhodesia        | Honda       | 38    | 4      |
| 2     | Giacomo Agostini  | Italien         | MV Agusta   | 32    | 3      |
| 3     | Mike Hailwood     | Storbritannien  | MV Agusta   | 20    | 1      |
| 4     | Bruce Beale       | Rhodesia        | Honda       | 15    | 0      |
| 5     | Frantisek Stastny | Tjeckoslovakien | Jawa        | 14    | 1      |
| 6     | Derek Woodman     | Storbritannien  | MZ          | 14    | 0      |
| 7     | Gustav Havel      | Tjeckoslovakien | Jawa        | 12    | 0      |
| 8     | Renzo Pasolini    | Italien         | Aermacchi   | 9     | 0      |
| 9     | Phil Read         | Storbritannien  | Yamaha      | 6     | 0      |
| =     | Silvio Grassetti  | Italien         | Benelli     | 6     | 0      |

## 250GP

### Förarmästerskapet
| Plats | Förare            | Land           | Konstruktör | Poäng | Segrar |
| ----- | ----------------- | -------------- | ----------- | ----- | ------ |
| 1     | Phil Read         | Storbritannien | Yamaha      | 56    | 7      |
| 2     | Mike Duff         | Kanada         | Yamaha      | 42    | 1      |
| 3     | Jim Redman        | Rhodesia       | Honda       | 34    | 3      |
| 4     | Heinz Rosner      | Östtyskland    | MZ          | 18    | 0      |
| 5     | Derek Woodman     | Storbritannien | MZ          | 15    | 0      |
| 6     | Bruce Beale       | Rhodesia       | Honda       | 14    | 0      |
| 7     | Tarquinio Provini | Italien        | Benelli     | 11    | 1      |
| 8     | Ramón Torras      | Spanien        | Bultaco     | 10    | 0      |
| 9     | Frank Perris      | Storbritannien | Suzuki      | 9     | 0      |
| 10    | Mike Hailwood     | Storbritannien | Honda       | 8     | 1      |

## 125GP

### Förarmästerskapet
| Plats | Förare           | Land           | Konstruktör | Poäng | Segrar |
| ----- | ---------------- | -------------- | ----------- | ----- | ------ |
| 1     | Hugh Anderson    | Nya Zeeland    | Suzuki      | 56    | 7      |
| 2     | Frank Perris     | Storbritannien | Suzuki      | 44    | 2      |
| 3     | Derek Woodman    | Storbritannien | MZ          | 28    | 0      |
| 4     | Ernst Degner     | Västtyskland   | Suzuki      | 23    | 1      |
| 5     | Luigi Taveri     | Schweiz        | Honda       | 14    | 0      |
| 6     | Mike Duff        | Kanada         | Yamaha      | 12    | 1      |
| 7     | Klaus Einderlein | Östtyskland    | MZ          | 11    | 0      |
| 8     | Ralph Bryans     | Storbritannien | Honda       | 11    | 0      |
| 9     | Joachim Leitert  | Östtyskland    | MZ          | 10    | 0      |
| 10    | Phil Read        | Storbritannien | Yamaha      | 8     | 1      |

## 50GP

### Förarmästerskapet
| Plats | Förare               | Land           | Konstruktör | Poäng | Segrar |
| ----- | -------------------- | -------------- | ----------- | ----- | ------ |
| 1     | Ralph Bryans         | Storbritannien | Honda       | 36    | 3      |
| 2     | Luigi Taveri         | Schweiz        | Honda       | 32    | 2      |
| 3     | Hugh Anderson        | Nya Zeeland    | Suzuki      | 32    | 1      |
| 4     | Ernst Degner         | Västtyskland   | Suzuki      | 26    | 2      |
| 5     | Mitsuo Itoh          | Japan          | Suzuki      | 16    | 0      |
| 6     | Michio Ichino        | Japan          | Suzuki      | 6     | 0      |
| 7     | Hans-Georg Anscheidt | Västtyskland   | Kreidler    | 6     | 0      |
| 8     | José Busquets        | Spanien        | Derbi       | 4     | 0      |
| 9     | Jacques Roca         | Frankrike      | Derbi       | 4     | 0      |
| 10    | Haruo Koshino        | Japan          | Suzuki      | 3     | 0      |